# Carapinheira
Carapinheira é uma vila portuguesa sede da Freguesia de Carapinheira do Município de Montemor-o-Velho, freguesia com 12,30 km² de área e 2613 habitantes (censo de 2021), tendo, assim, uma densidade populacional de 212,4 hab./km².
A povoação de Carapinheira foi elevada à categoria de vila em 1990.

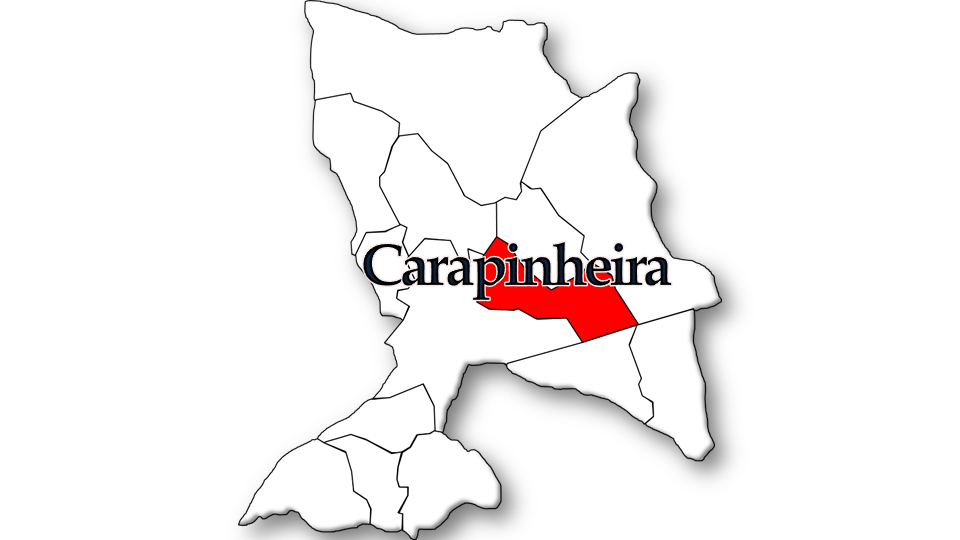
Localização no município de Montemor-o-Velho

## Demografia
A população registada nos censos foi:
| Distribuição da População por Grupos Etários | Distribuição da População por Grupos Etários | Distribuição da População por Grupos Etários | Distribuição da População por Grupos Etários | Distribuição da População por Grupos Etários |
| -------------------------------------------- | -------------------------------------------- | -------------------------------------------- | -------------------------------------------- | -------------------------------------------- |
| Ano                                          | 0-14 Anos                                    | 15-24 Anos                                   | 25-64 Anos                                   | > 65 Anos                                    |
| 2001                                         | 431                                          | 401                                          | 1680                                         | 581                                          |
| 2011                                         | 331                                          | 285                                          | 1596                                         | 686                                          |
| 2021                                         | 252                                          | 242                                          | 1367                                         | 752                                          |

## Património
- Igreja de Santa Susana (matriz);
- Capelas do Espírito Santo, do Santo Cristo e de Santo Amaro;
- Rotunda com estátua "Homem dos Campos do Mondego"

## Coletividades
Carapinheira conta com o Clube Desportivo Carapinheirense, onde se pratica futebol e outros desportos. Este clube possui um campo de futebol em relvado sintético e um relvado natural, ao lado deste, onde foi já praticado rugby.
Em 1981, foi fundada a Associação Cultural e Recreativa da Carapinheira. Essa associação acolhia um rancho infantil, a Orquestra Ligeira da Carapinheira, e outras atividades (por vezes pontuais ou sazonais). A Orquestra Ligeira da Carapinheira é uma orquestra de metais e percussão, onde já têm sido incluídos instrumentos de cordas.
A Associação Cultural e Recreativa é uma associação registada no Registo Nacional do Associativismo Jovem (RNAJ - Instituto Português da Juventude).